# سیلور دالر باله قرمز
سیلور دالر باله قرمز با نام علمی Metynnis hypsauchen گونه‌ای از دندانه شکمان است که در حوضه رودخانه‌های آمازون و پاراگوئه و همچنین رودخانه‌های سپر گویان یافت می‌شود.  این گونه یکی از ماهی هایی است که در تجارت آکواریوم بطور عموم به " سیلور دالر " معروف است. اغلب با گونه M. argenteus که شباهت بسیاری بهم دارند اشتباه گرفته شده است.  طول آن به ۱۵ سانتیمتر (۵٫۹ اینچ) می رسد . 

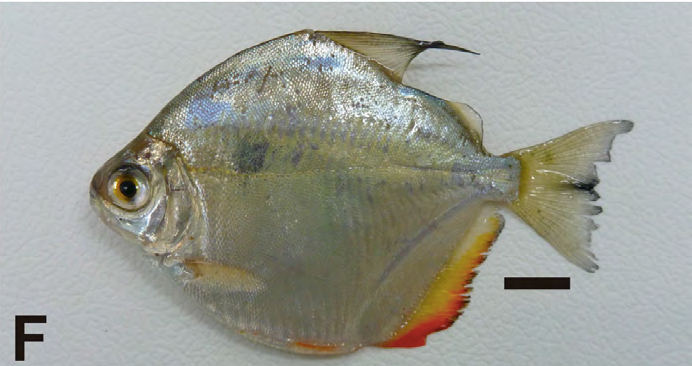
توکانتینس ، برزیل، نوار مقیاس = 1 سانتی متر